# 빈투롱
빈투롱(binturong [bɪnˈtuːrɒŋ][*])은 남아시아와 동남아시아 원산의 사향고양이과 동물로 베어캣이라고도 불린다. 흔하게 보이는 동물은 아니며 IUCN 적색 목록에 "취약" 등급으로 등재되어 있다. 지난 30년간 개체수의 30% 이상이 사라진 것으로 생각된다. 빈투롱은 빈투롱속(Arctictis)의 유일종으로서 단형종이다.

## 어원
빈투롱(Binturong)이라는 낱말은 말레이폴리네시아어파에 속한 단어인 "ma-tuRun"과 관련이 있다. 인도네시아 리아우에서는 벤투롱(benturong), 혹은 텐투룬(tenturun)이라고 한다.
빈투롱의 학명인 아르크틱티스 빈투롱(Arctictis binturong)은 그리스어로 곰을 뜻하는 ‘아르크트’(arkt-)와 족제비를 뜻하는 ‘익티스’(iktis)에서 파생되었으며 그 뜻은 '곰 족제비'를 의미한다.

## 분류
1822년 토머스 스탬퍼드 래플스(Thomas Stamford Raffles)가 학계에 빈투롱을 기재할 당시에는 말라카의 표본을 토대로 사향고양이속에 속한 동물로 분류하여 비베라 빈투롱(Viverra binturong)이라는 학명을 부여했다. 이후 1824년 쿤라트 야코프 테밍크에 의해 사향고양이속과는 별개의 속으로 재분류되어 아르크틱티스 빈투롱(Arctictis binturong)으로 재명명되었다. 빈투롱속(Arctictis)은 단형종으로, 그 형태는 아시아사향고양이 및 흰코사향고양이와 유사하다.
19세기 및 20세기에는 다음과 같은 동물 표본이 기술되었다.
- 1822년 프레데릭 퀴비에(Frédéric Cuvier)가 제안한 파라독수루스 알비프론(Paradoxurus albifrons)은 알프레드 뒤보셀(Alfred Duvaucel)가 부탄에서 기록한 빈투롱 그림을 기반으로 했다.[10]
- 1835년 테밍크가 제안한 아르크틱티스 페니시리타(Arctictis penicillata)는 수마트라와 자바에서 온 표본이었다.[11]
- 1910년 조엘 아삽 알렌(Joel Asaph Allen)이 제안한 아르크틱티스 화이(Arctictis whitei)는 필리핀 팔라완섬에서 채집된 암컷 두 마리의 가죽이었다.[12]
- 1911년 에른스트 슈바르츠(Ernst Schwarz)가 제안한 아르크틱티스 파겔리(Arctictis pageli)는 보르네오 북부에서 채집된 암컷의 피부와 두개골이었다.[13]
- 1916년 올드필드 토마스(Oldfield Thomas)가 제안한 아르크틱티스 게이르드네리(Arctictis gairdneri)는 태국 남서부에서 채집된 수컷의 두개골이었다.[14]
- 1916년 마르크스 와드 리온 주니어(Marcus Ward Lyon Jr.)가 제안한 Arctictis niasensis는 니아스섬의 빈투롱의 피부 조직이었다.[15]
- 1936년 앙리 제이콥 빅터 소디(Henri Jacob Victor Sody)가 제안한 A. b. kerkhoveni는 방카섬의 표본을 기반으로 했다.[16]
- 1987년 왕(Wang)과 리(Li)가 제안한 A. b. menglaensis는 중국 윈난성의 표본을 기반으로 했다.[17]

현재 빈투롱은 9개의 아종이 2개의 군집을 형성하는 것으로 확인되었다. 아시아 본토의 북부 군집은 끄라 지협에 의해 순다 열도의 군집과 분리되어 있다.

## 특징

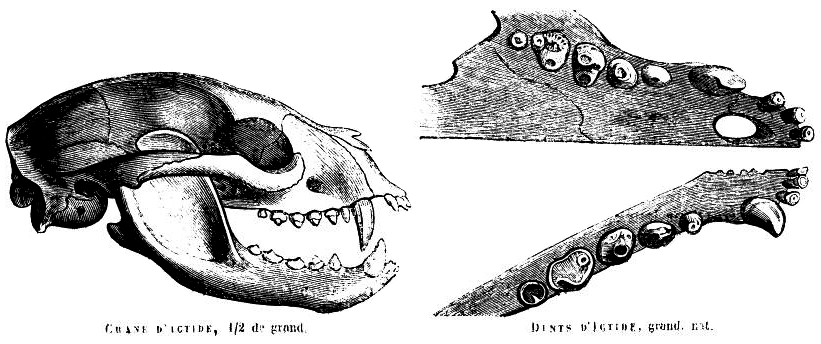
폴 제르베의 Histoire naturelle des mammifères에 묘사된 빈투롱의 두개골과 치열

빈투롱은 길고 두꺼운 몸체와 짧고 튼튼한 다리, 거친 검은색의 두꺼운 털을 가지고 있다. 덥수룩하고 굵은 잡는꼬리는 시작 지점에서는 두꺼웠다가 점차 가늘어지며 끝쪽에는 안쪽으로 말리는 형태를 지닌다. 주둥이는 짧고 뾰족하며 코에서 약간 위로 향하고 뻣뻣한 털로 덮여 있으며 뾰족한 부분이 갈색이며 갈라짐에 따라 길어지고 얼굴 주위에 특이한 방사형 원을 형성한다. 눈은 크고 검게 두드러진다. 귀는 짧고 둥글며 가장자리는 흰색이며 끝부분은 검은색을 띤다. 턱에는 6개의 짧고 둥근 앞니가 있고, 길고 날카로운 송곳니가 2개, 양쪽에 6개의 어금니가 있다. 다리의 털은 짧고 노란빛을 띤다. 발가락은 다섯 개이며 크고 강한 발톱이 있다. 발바닥에는 털이 없으며 발바닥 전체가 땅에 닿는 초목형으로 뒷발바닥이 앞발바닥보다 길다.

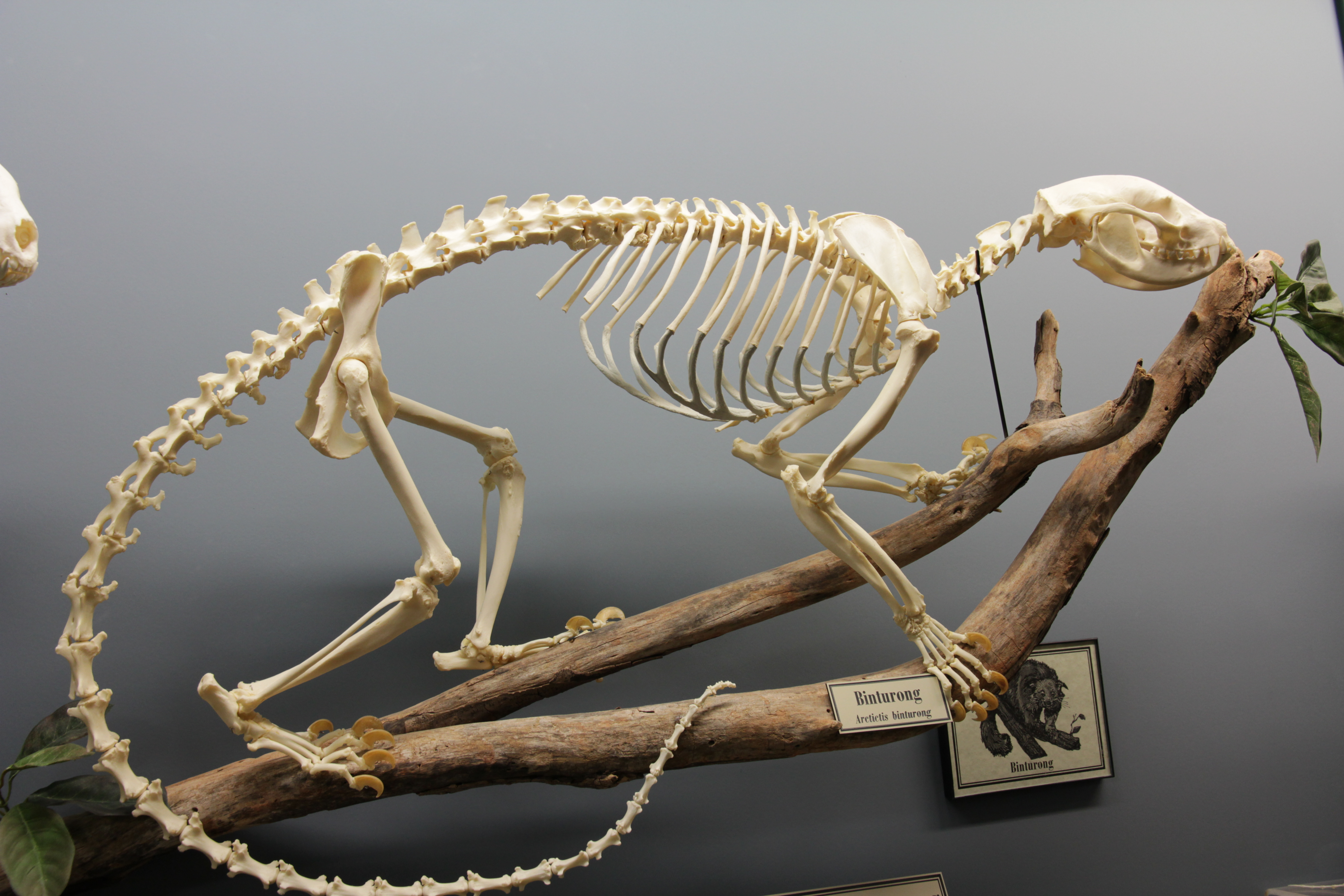
미국 오클라마호시티의 골학 박물관에 있는 빈투롱 골격

빈투롱은 아시아사향고양이 및 흰코사향고양이와 비슷하게 생겼지만 꼬리, 다리, 발의 길이, 후각선의 구조, 비강의 크기가 더 크고 볼록하다. 중앙 홈은 인중 위에서 훨씬 좁다. 털의 윤곽선은 훨씬 더 길고 거칠며, 귀 뒤쪽을 덮고 있는 긴 털은 끝 너머로 뚜렷한 술처럼 돌출되어 있다. 귀의 앞쪽 윤활낭 플랩은 더 넓고 덜 깊게 오목하다. 꼬리는 특히 기부 부분이 더 근육질이며 색상은 일반적으로 몸체와 비슷하지만 일반적으로 아래쪽 기부가 더 옅다. 체모는 체모는 흔히 부분적으로 희거나 담황색이어서 털에 얼룩덜룩한 모양을 주며, 때로는 너무 창백해서 몸 전체가 대부분 밀짚색이나 회색을 띄기도 한다. 새끼는 종종 성체보다 창백한 색이지만 머리는 항상 회색 또는 담황색으로 촘촘하게 얼룩져 있다. 길고 신비로운 동모는 눈에 띄는 흰색이며 검은색 귀 꼭대기에는 흰색 테두리가 있다. 선 부위는 희끄무레하다.
꼬리는 머리와 몸통을 합친 길이만큼이나 길다. 몸통은 71~84cm이고 꼬리는 66~69cm 정도이다. 일부 사육 상태의 빈투롱은 머리와 몸통 길이가 75~90cm이고 꼬리 길이가 71cm나 된다. 사육 상태의 암컷 빈투롱의 평균 체중은 21.9kg이며 보통 11-32kg 정도 된다. 포획되었거나 사육되는 동물은 종종 같은 종의 야생종보다 무게가 더 많이 나가는 경우가 많다. 12마리의 사육 상태의 암컷 빈투롱의 평균 무게는 24.4kg인 반면 22마리의 수컷은 평균 19.3kg인 것으로 밝혀졌다. 한 연구에서 야생 암컷의 추정 평균 체중은 10.5kg이었다. 그러나 태국에 있는 7마리의 야생 수컷 빈투롱의 무게는 평균 13.3kg인 반면 암컷 1마리는 13.5kg으로 비슷한 무게로 밝혀졌다. 야생 빈투롱의 평균 체중에 대한 한 추정치는 15kg이었다.
암수 모두 분비샘을 가지고 있는데, 암컷은 외음부 양쪽에, 수컷은 음낭과 음경 사이에 있다. 분비샘에서는 마치 버터 팝콘을 연상시키는 냄새가 나는데, 이는 소변에 존재하는 휘발성 화합물인 화합물 2-AP로 인한 것으로 보이며, 이는 고온의 마이야르 반응에서도 확인할 수 있다. 대부분의 식육목 동물들과 달리 수컷 빈투롱은 음경뼈가 없다.

## 분포 및 서식지
빈투롱은 인도, 네팔, 방글라데시, 부탄, 미얀마, 태국, 말레이시아에서 라오스, 캄보디아, 베트남, 중국의 윈난, 인도네시아의 수마트라, 칼리만탄, 자바, 필리핀의 팔라완까지 이르는 광범위한 서식지를 가지고 있다.
빈투롱의 서식지는 키 큰 숲에 국한되어 있다. 아삼에서는 나무가 잘 덮인 산기슭과 언덕에서 흔히 볼 수 있지만, 숲이 우거진 평원에서는 그만큼 흔하지 않다. 마나스 국립공원, 라힘푸르 지역의 둘룽 및 카코이 보호림, 카르비 앙롱, 노스 카차르 언덕, 카차르 및 하일라칸디 지역의 구릉 숲에서 기록되었다.
미얀마에서는 타닌타리 자연보호구역 지상, 후카웅 계곡 해발 60m, 라카인 요마 코끼리 보호구역 해발 220~280m, 580m 및 최대 1,190m의 서로 다른 3개의 장소에서 빈투롱이 촬영되었다.
태국의 카오야이 국립공원에서는 여러 개체가 무화과나무와 포도 덩굴에서 먹이를 먹는 것이 관찰되었다.
라오스에서는 광대한 상록수림에서 관찰되었다. 말레이시아에서는 1970년대에 벌목되었던 야자 농장 주변의 2차 숲에서 빈투롱이 기록되었다.
팔라완에서는 해수면에서 400m까지의 초원-숲 모자이크를 포함한 1차 및 2차 저지대 숲에 서식한다.

## 습성 및 생태

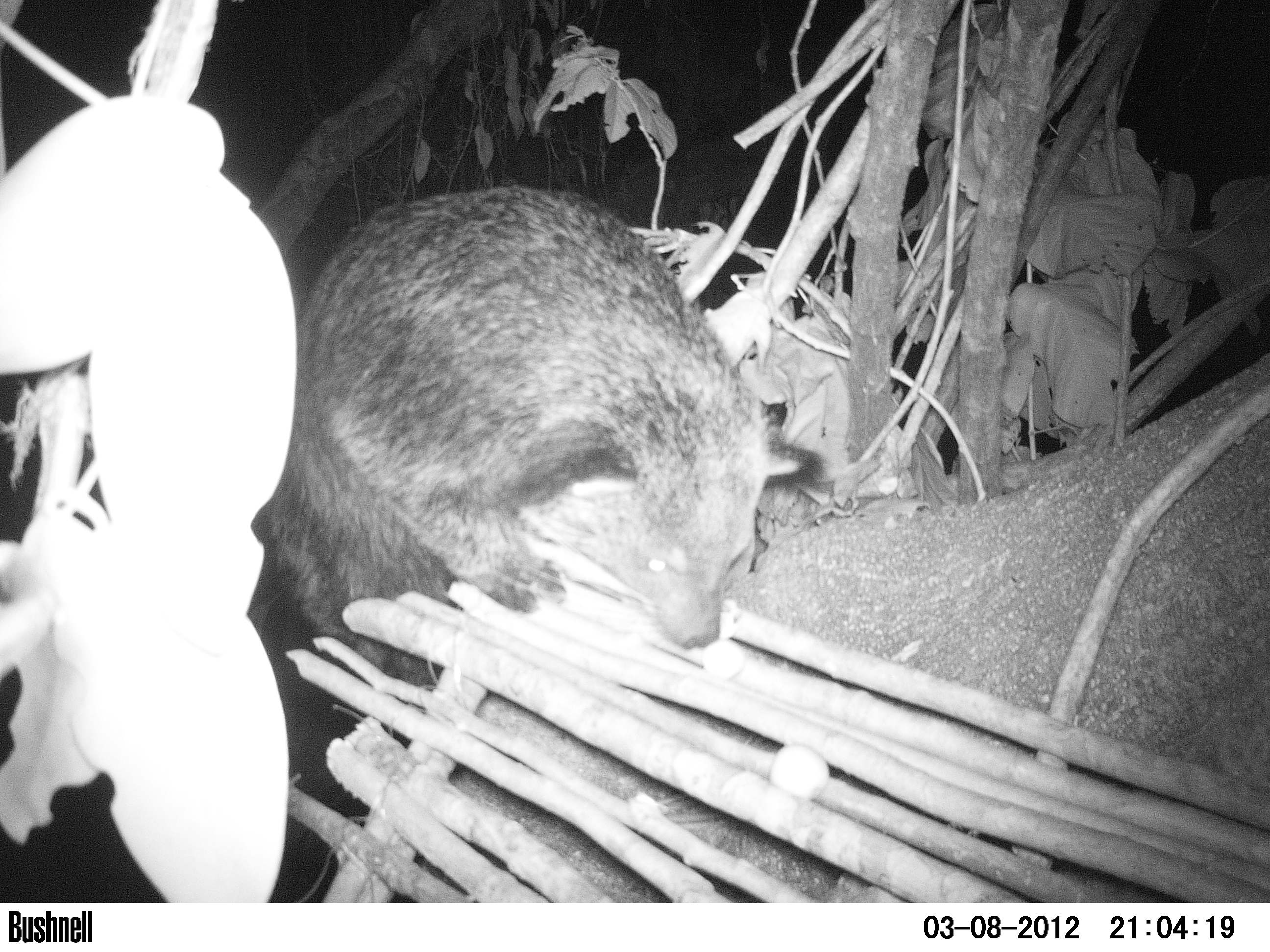
카메라 트랩을 통해 열매를 맺은 무화과나무 근처 먹이 발판에서 촬영한 빈투롱

빈투롱은 낮과 밤에 주로 활동한다. 팍케 호랑이 보호구역에서 낮에 세 번 목격되었다. 미얀마에 설치된 카메라 트랩은 황혼 무렵에 한 마리, 밤에 일곱 마리, 대낮에 다섯 마리 등 총 13마리의 동물을 포착했다. 모든 사진은 단일 동물의 것이며, 모두 땅에서 촬영되었다. 빈투롱은 그다지 민첩하지 않기 때문에 나무 사이를 이동할 때는 비교적 자주 땅으로 내려와야 할 수도 있다.
푸 키에오 야생동물 보호구역에 서식하는 무선 목걸이를 착용한 5마리의 빈투롱은 어두컴컴한 밤 활동 경향이 지배적인 부정맥 활동을 보였으며 이른 아침과 늦은 저녁에 최고조에 달했다. 반대로 정오부터 늦은 오후까지는 비활성 기간이 감소했다. 그들은 건기에는 매일 25m에서 2,698m 사이를 이동했으며 우기에는 일일 이동 거리를 4,143m로 늘렸다. 수컷의 범위 크기는 0.9 - 6.1km2로 다양했다.  우기에는 수컷 2마리가 약간 더 넓은 범위를 보였으며 그 범위는 30~70% 사이에서 겹쳤다.  카오야이 국립공원에서 무선 칼라를 착용한 암컷의 활동 범위는 4km2로 추산되었으며, 수컷은 4.5~20.5km2 (1.7-7.9 평방 마일)로 추산되었다.
빈투롱은 본질적으로 교목성 동물이다. 레지널드 이네스 포콕은 런던 동물원에서 여러 마리의 빈투롱들의 행동을 관찰했다. 쉴 때는 머리를 꼬리 밑으로 집어넣고 웅크리고 누운다. 그들은 좀처럼도약하지 않고 비록 느리기는 하지만 능숙하게 기어올랐고, 나뭇가지의 윗면을 따라 또는 거꾸로, 아래에서 똑같이 편안하고 자신감 있게 전진했다. 잡는꼬리는 항상 보조 수단으로 준비되어 있다. 그들은 먼저 케이지 머리의 수직 막대를 내려와 발 사이에 쥐고 잡을 수 있는 꼬리를 점검용으로 사용했다. 그들은 짜증이 나면 사납게 으르렁거렸다. 배회할 때 그들은 주기적으로 낮은 끙끙거리는 소리나 부분적으로 열린 입술을 통해 공기를 내보내는 쉭쉭거리는 소리를 냈다.
빈투롱은 꼬리를 사용하여 서로 의사소통한다. 부드럽게 이리저리 움직이며 나뭇가지에 달라붙기도 하고, 종종 멈추기도 하며, 종종 균형을 유지하기 위해 꼬리를 사용하기도 한다. 털을 손질하거나 흔들고 핥고, 긁는 것과 관련된 뚜렷한 편안한 행동을 보여준다. 특히 흔들림은 편안함을 보여주는 행동의 가장 특징적인 요소이다.

### 먹이
빈투롱은 잡식성으로 작은 포유류나 새, 물고기, 지렁이, 곤충 및 과일을 먹으며 설치류를 잡아먹기도 한다.  빈투롱은 수생동물이 아니기에 물고기와 지렁이는 먹이에서 중요하지 않은 품목일 가능성이 높으며 기회가 있을 때만 먹는다. 또한 빈투롱은 포식성 포유류의 특성을 가지고 있지 않기 때문에 식단은 대부분 식물성 음식으로 채워질 것으로 보인다. 무화과는 식단의 주요 구성 요소이다. 포획된 빈투롱은 특히 질경이를 좋아하지만 닭의 머리와 알도 먹는다.
빈투롱은 씨앗의 단단한 외피를 분해할 수 있어 특히 교살자 무화과의 씨앗 분산에 중요한 수단으로 자리잡고 있다.
사육 상태의 빈투롱의 식단에는 가공육에 바나나, 사과, 오렌지, 복숭아 통조림 및 미네랄 보충제가 포함된다.

### 번식
성적 성숙 연령은 암컷의 경우 평균 30.4개월, 수컷의 경우 평균 27.7개월이다. 빈투롱의 발정 주기는 18~187일, 평균 82.5일이다. 임신 기간은 84~99일입니다. 새끼는 1마리에서 6마리까지, 평균 2마리의 새끼를 낳는다. 갓 태어난 빈투롱의 무게는 280~340g이며 종종 종종 어깨를 으쓱하는 동물이라고도 한다. 가임 능력은 15세까지 지속된다.
사육 상태에서 빈투롱의 최대 수명은 25세 이상인 것으로 추정된다.

### 천적
천적은 호랑이, 표범, 구름표범, 승냥이, 그물무늬비단뱀이다.

## 위협

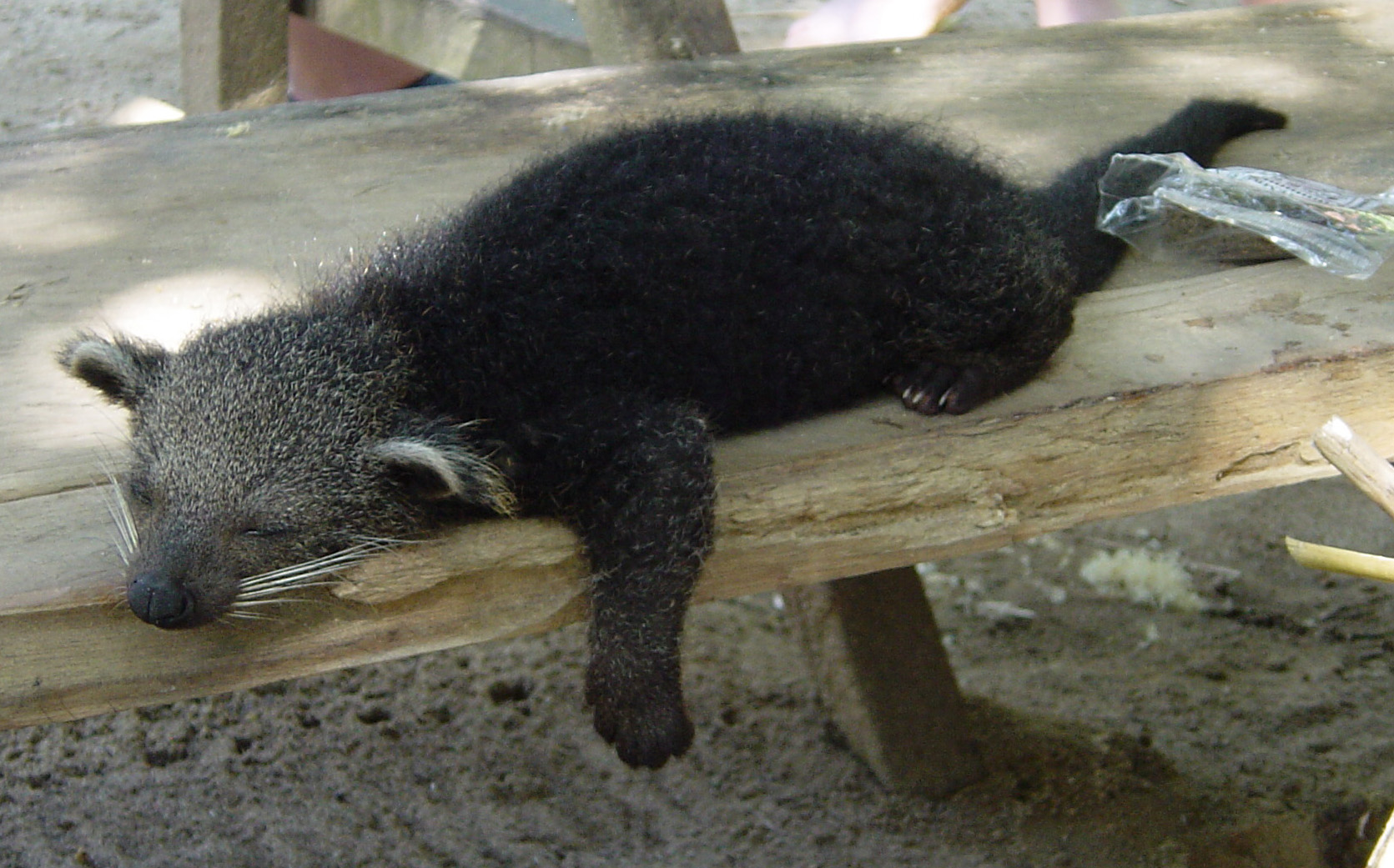
말레이시아 타만 네가라 국립공원에서 오랑 아슬리 부족에게 애완동물로 길러지는 어린 빈투롱

빈투롱에 대한 주요 위협은 서식지 전반에 걸친 벌목과 토지 개발로 인한 서식지 손실과 숲의 황폐화가 있다. 서식지 손실은 순다이 지역의 저지대에서 특히 심각했으며, 빈투롱이 자연림을 대체하는 농장을 이용한다는 증거는 없다. 중국에서는 만연한 삼림 벌채와 기회주의적 벌목 관행으로 인해 적절한 서식지가 파편화되거나 부지가 완전히 제거되었다. 필리핀에서는 야생 동물 거래를 위해 포획되며, 그 범위의 남쪽에서는 식용으로도 잡힌다. 라오스에서는 우리에 갇힌 살아있는 식육목 동물 중 가장 자주 전시되며 가죽은 적어도 비엔티안에서는 자주 거래된다. 라오스의 일부 지역에서는 진미로 간주되며 베트남에 식품으로 거래되기도 한다.
말레이시아의 오랑 아슬리 부족은 빈투롱을 애완동물로 기르는 전통을 가지고 있다.

## 보존

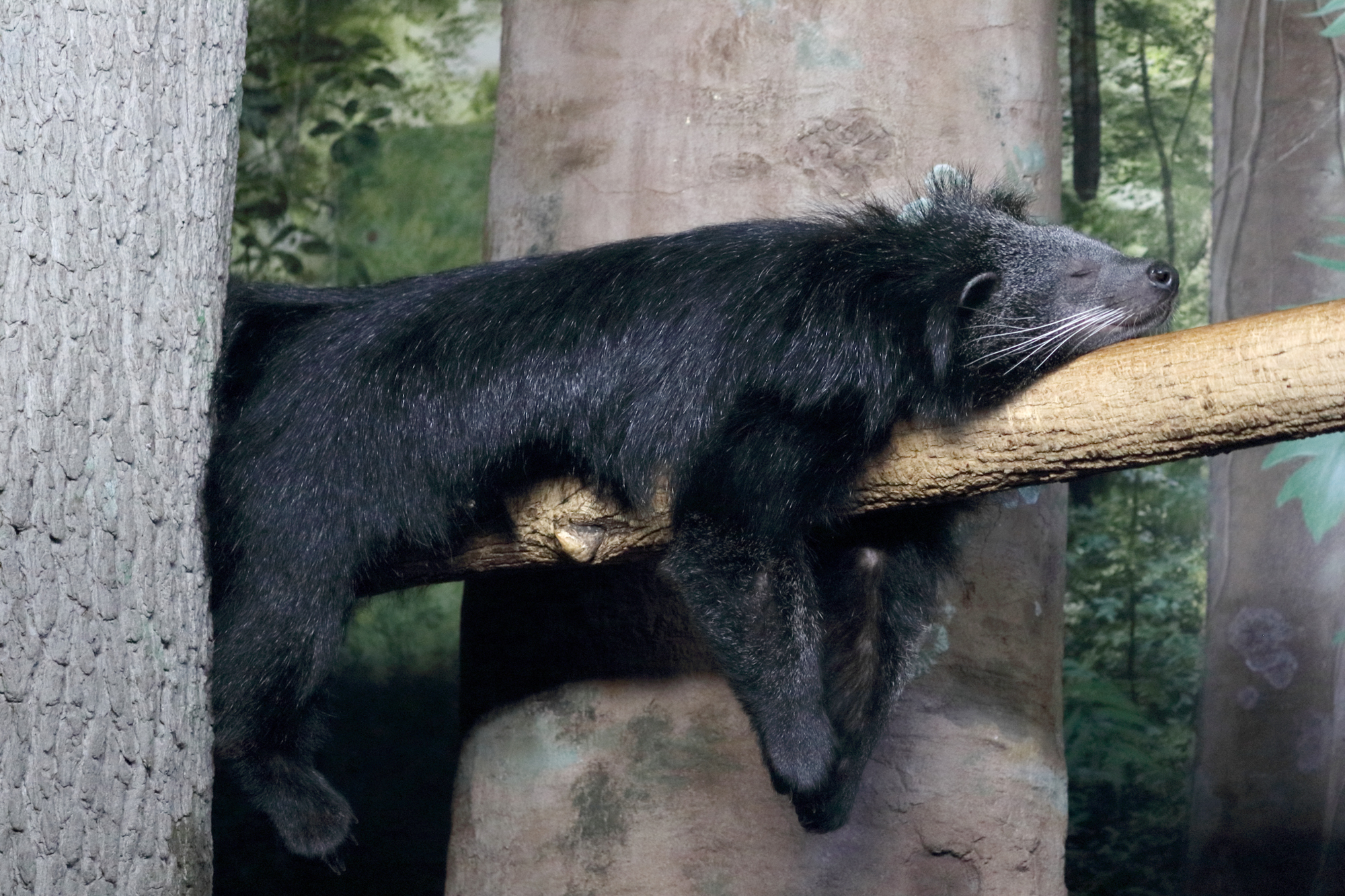
미국 신시내티 동식물원의 빈투롱

빈투롱은 CITES 부록 III과 1972년 인도 야생 생물(보호)법의 별표 I에 포함되어 있어 최고 수준의 보호를 받고 있다. 특히 중국에서는 심각한 멸종 위기종으로 기재되어 있다. 방글라데시에서는 완전히 보호받고 있으며 태국, 말레이시아 및 베트남에서는 부분적으로 보호받고 있다. 인도네시아에서는 부분적으로만 합법으로 빈투롱 사냥이 허용되고 있으며, 브루나이에서는 보호받지 않는다.
매년 5월 둘째 주 토요일은 세계 빈투롱의 날로 지정되어 여러 동물원에서 빈투롱에 대한 인식과 보존을 위한 행사를 진행하고 있다.

### 동물원
빈투롱은 동물원에서 흔히 볼 수 있는 동물로 장기 보전에 필수적인 유전적 다양성을 위해 야생 개체를 포획하여 기르기도 한다. 현재 사육 상태의 빈투롱들의 시초는 일반적으로 알려져 있지 않거나 여러 세대에 걸쳐 사육된 빈투롱들의 자손들로부터 온 것이다.